# Dolmen del Pla de l'Arca (Molig)
El Dolmen del Pla de l'Arca, també anomenat Llosa del Pla de l'Arca, o de Terres Blanques, és un monument megalític del terme comunal de Molig, a la comarca del Conflent, de la Catalunya del Nord.
És en el sector nord-est del terme de Molig, bastant a prop del termenal amb Eus. És a prop al nord-est dels Cortals de Sant Sadurní i al sud del Cortal Fosset.
Es tracta d'un dolmen simple amb accés per llosa frontal rebaixada esmentat ja per Abélanet. Fou descobert per Joseph Jaubert de Réart el 1832.